# Florian Alt

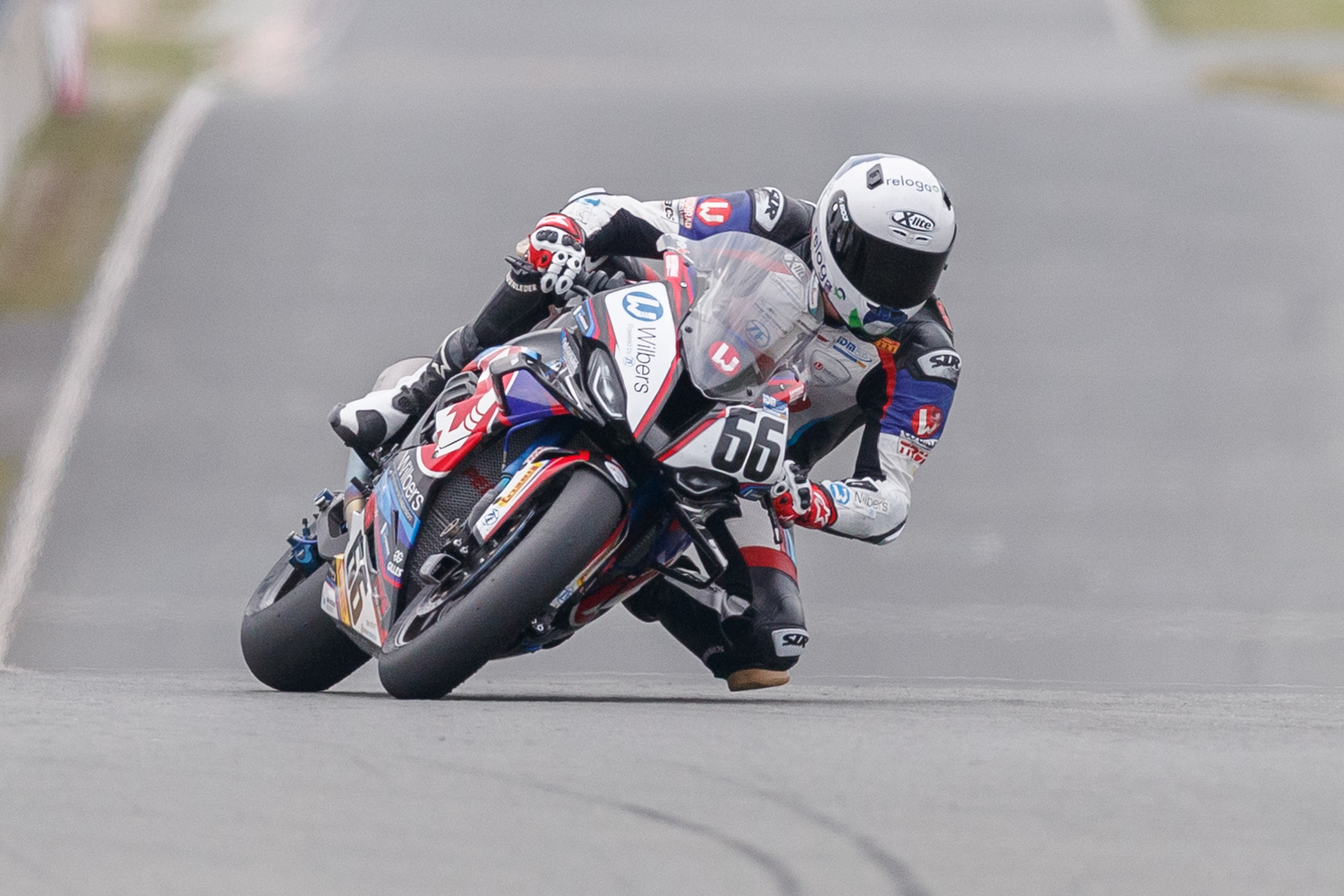
Florian Alt (2021)

Florian Alt (Gummersbach, 30 de abril de 1996) é um motociclista alemão, atualmente compete na Superbike pela Team YAMAHA MGM. 

## Carreira
Florian Alt fez sua estreia na Moto3 em 2013. 